# Хамфри (Небраска)
Хамфри (енгл. Humphrey) град је у америчкој савезној држави Небраска.

## Демографија
По попису из 2010. године број становника је 760, што је 26 (-3,3%) становника мање него 2000. године.
| Група             | 2000.       | 2010.       |
| Белци             | 773 (98,3%) | 746 (98,2%) |
| Афроамериканци    | 2 (0,3%)    | 3 (0,4%)    |
| Азијати           | 3 (0,4%)    | 0 (0,0%)    |
| Хиспаноамериканци | 5 (0,6%)    | 5 (0,7%)    |
| Укупно            | 786         | 760         |